# Stotfold
Stotfold är en stad och civil parish i Central Bedfordshire i Bedfordshire i England. Orten har 9 632 invånare (2011). Byn nämndes i Domedagsboken (Domesday Book) år 1086, och kallades då Stodfald/Stotfalt.